# Silvia Fürst
Silvia Barbara Fürst (Biel, 8 mei 1961) is een voormalig Zwitsers mountainbikester. Ze vertegenwoordigde haar vaderland eenmaal bij de Olympische Spelen: 1996. Daar eindigde ze op de zestiende plaats in de eindrangschikking. In 1992 won Fürst zowel de wereldtitel als de Europese titel op het onderdeel cross country.

## Erelijst

### Mountainbike
1988
- Wereldkampioenschappen

1991
- Wereldkampioenschappen
- 3e in Groesbeek
- 2e in Mont-Sainte-Anne
- 3e in Château d'Oex
- 4e in Wereldbeker

1992
- Europese kampioenschappen
- 1e in Kirchzarten
- Wereldkampioenschappen

1993
- 3e in Houffalize

1994
- Zwitsers kampioenschap (cross country)
- 3e in Elba
- 2e in Houffalize
- 2e in Mont-Sainte-Anne

1995
- 3e in Cairns
- 1e in Roma
- Wereldkampioenschappen
- 3e in Budapest

1996
- Europese kampioenschappen
- 16e Olympische Spelen

1997
- 12e Wereldbeker mountainbike